# Laguna Sipacate
A  Laguna Sipacate é um lago localizado na Guatemala. Localiza-se no departamento de Suchitepéquez, Município de Mazatenango.